# Stephan Freiger
Stephan Franz Freiger (* 30. November 1928 in Waldek, Kreis Löbau in Westpreußen; † 12. Februar 2022 in Kassel) war ein deutscher Mathematiker und Hochschullehrer. Er war der letzte Vorsitzende der Bundesassistentenkonferenz.

## Leben
Freiger wurde 1928 in Wałdyki als Sohn eines Lehrers geboren und wuchs in Danzig-Oliva auf, wo er auch die Volksschule und das Gymnasium besuchte. 1943 wechselte er an die Oberschule in Neumark, da die Familie nach Löbau umzog, wo der Vater seit 1939 Rektor der Stadtschule war. 1944 wurde er als Luftwaffenhelfer nach Elbing eingezogen. 1945 wurde er beim Kampf um Elbing verwundet und geriet anschließend in sowjetische Kriegsgefangenschaft. Im Gefangenenlager in Tscheljabinsk/Ural erkrankte er schwer. Nach fast vier Jahren Lagerhaft wurde er in die Bundesrepublik Deutschland entlassen.
1949 setzte er den Schulbesuch am Gymnasium Winfriedschule in Fulda fort und machte 1952 Abitur. Im Anschluss studierte er Mathematik, Physik und Psychologie an der Philipps-Universität Marburg. Nach dem Staatsexamen wurde er als Studienrat am Gymnasium Melsungen und Dozent am Pädagogischen Fachinstitut Kassel tätig. 1970 wurde er Wissenschaftlicher Referent der Projektgruppe zur Planung und Gründung der Integrierten Gesamthochschule (Reformuniversität) in Kassel, die 1971 eröffnet wurde. Im selben Jahr stieg er zum Leiter der Planungsgruppe der Philipps-Universität Marburg zur Neuorganisation der Universität auf. Ab 1973 kehrte er zurück zur Universität Kassel, wo er Mitglied im Fachbereich Mathematik mit dem Fachgebiet Angewandte Statistik wurde. Vom Sommersemester 1986 bis zum Wintersemester 1987/1988 war er Dekan des Fachbereichs Mathematik und Mitglied in vielen Selbstverwaltungsorganen der Hochschule.

## Schaffen
Von 1949 bis 1969 übernahm Freiger Funktionen im Verband Deutscher Gebirgs- und Wandervereine, als Vorsitzender des Rhönklubs Eichenzell und insbesondere in der Jugendorganisation Deutsche Wanderjugend (DWJ). Hier war er stellvertretender Hauptjugendwart der DWJ im Rhönklub sowie stellvertretender Landesjugendwart der DWJ Hessen und Mitglied im Hessischen Jugendring. Ab 1964 war er hochschulpolitisch in der Gewerkschaft Erziehung und Wissenschaft (GEW) tätig und bis zur Auflösung 1973/1974 Vorsitzender der Bundesassistentenkonferenz (BAK). Im Oktober 1985 war er an der Einrichtung der Forschungsgruppe BAK und Hochschulentwicklung an der Universität Kassel mit anschließender Tagung BAK, wissenschaftlicher Nachwuchs  u. Hochschulentwicklung beteiligt. 
Ab 1963 war er in der SPD tätig und von 1968 bis 1972 Stadtverordneter in Kassel. Freiger war Mitglied in vielen bildungspolitischen Ausschüssen der SPD, u. a. als Mitglied des Bildungspolitischen Ausschusses (BPA) beim Parteivorstand der SPD und Mitglied der Arbeitsgruppe Hochschule des BPA beim Parteivorstand der SPD in Bonn. 1968 war er Mitgründer der Arbeitsgemeinschaft sozialdemokratischer Gewerkschafter (ASG). Bei der Wiedervereinigung Deutschlands betätigte er sich bei der Unterstützung und Beratung in den neuen Bundesländern – besonders in Thüringen – bei der Umstrukturierung des Hochschulwesens, besonders an der Technischen Universität Ilmenau. Ab 1997 war er Vorsitzender des Heimatkreises Neumark/Westpreußen.

## Veröffentlichungen

### Bildungspolitische Schriften
- als Mitverfasser und Mit-Hrsg.: Integrierte Lehrerausbildung. In: Die Deutsche Schule. Zeitschrift für Erziehungswissenschaft und Gestaltung der Schulwirklichkeit. 63. Jg., Heft 4, S. 206–221, Hermann Schrödel-Verlag, Hannover 1971.
- Die Fachhochschulen im Ländervergleich. Eine Zusammenstellung f. d. GEW-Fachtagung 'Fachhochschulen in der Entwicklung zur Gesamthochschule' Kassel 1972.
- Was wird aus der Studienreform. Ergebnisbericht u. a. vom Kongreß von GEW, BAK, BdWi u. VDS in Bonn am 30. Juni u. 1. Juli 1973. Fischer Taschenbuch Verlag, Frankfurt 1974, ISBN 3-436-01884-8.
- als Verf. u. Hrsg.: Auszüge aus Mitteilungen der Bundesassistentenkonferenz 1968–1975. Kassel 1985, ISBN 3-88122-273-1.
- als Mit-Hrsg.: Wissenschaftlicher Nachwuchs ohne Zukunft? Bundesassistentenkonferenz, Hochschulentwicklung, junge Wissenschaftler heute. Johannes Stauda Verlag, Kassel 1986, ISBN 3-7982-0452-7.
- als Hrsg.: Der Drewenzbote. Nr. 91 bis Nr. 122: Heimatbrief des Kreises Neumar/Westpreußen und seine Stadt- und Amtsbezirke. Eigenverlag, Kassel, 1997 bis 2013.
- als Hrsg.: Heimatbuch des Kreises Neumark in Westpreußen bis 1941 Kreis Löbau (Westpreußen). Selbstverlag des Kreises Neumark 1979, Nachdruck 2013.

### Fachschriften
- Schuldnerberatung in der Bundesrepublik. Teil II: Statistische Deskription und Analyse. Bundesarbeitsgemeinschaft Schuldnerberatung, 1989, ISBN 3-927479-01-2.
- Statistische Methoden zur Abbildung wirtschaftlicher und sozialer Erscheinungen. Gesamthochschule Kassel, Kassel 1986, ISBN 3-88122-294-4.
- Statistische Schätz- und Prüfverfahren ökonomischer und sozialer Daten. Gesamthochschule Kassel, Kassel 1986, ISBN 3-88122-343-6.
- Erhebung, Datenverarbeitung und Darstellung am Beispiel des Projekts "Altstadtsanierung Spangenberg". Gesamthochschule Kassel, Kassel 1983, ISBN 3-88122-137-9.
- Zur Funktion  mathematischer Modelle  in der politischen Praxis, dargestellt an einem Beispiel aus der Hochschulplanung. In: Mathematische Modellierung. Hamburg 1986, ISBN 3-89028-068-4.

## Auszeichnungen
- 2002: Ritterkreuz des Verdienstordens der Republik Polen, verliehen vom polnischen Staatspräsidenten Aleksander Kwaśniewski in Anerkennung der Verdienste von Stephan Freiger für die Vertiefung der Freundschaft zwischen den beiden Völkern, u. a. auch für die Initiative der geglückten Kontakte zwischen den Landkreisen Oldenburg und Nowomiejski (Neumark) (Ordensverleihung am 29. Mai 2002).